# Liste der Kreisstraßen in Krefeld
Die Liste der Kreisstraßen in Krefeld ist eine Auflistung der Kreisstraßen in der kreisfreien Stadt Krefeld, Nordrhein-Westfalen.

## Abkürzungen
- K: Kreisstraße
- L: Landesstraße

## Liste
Die Kreisstraßen behalten die ihnen zugewiesene Nummer innerhalb von Nordrhein-Westfalen auch bei einem Wechsel in einen Kreis oder in eine andere kreisfreie Stadt. Nicht vorhandene bzw. nicht nachgewiesene Kreisstraßen werden in Kursivdruck gekennzeichnet, ebenso Straßen und Straßenabschnitte, die unabhängig vom Grund (Herabstufung zu einer Gemeindestraße oder Höherstufung) keine Kreisstraßen mehr sind.
Der Straßenverlauf wird in der Regel von Nord nach Süd und von West nach Ost angegeben.
| Nr.  | Verlauf |
| ---- | --- |
| K 2  | – Tönisvorster Straße – Steeger Dyk – L 475 – Papendyk – Maria-Schumann-Straße – L 9 – Moerser Landstraße – Rather Straße – K 4 – Rather Straße – L 473 – Adolf-Dembach-Straße – Friedensstraße – L 137                         |
| K 3  | L 137 – Duisburger Straße – Lange Straße – K 4 – Lange Straße – |
| K 4  | L 9 – An der Elfrather Mühle – K 2 – Rather Straße – Werner-Voß-Straße – – Werner-Voß-Straße – Traarer Straße – K 3 – Am Röttgen – L 137                                                                                        |
| K 5  | – Kuhleshütte – Weiden – Hochfelder Straße – Hauptstraße – L 386 |
| K 6  | – Eichhornstraße – Strümper Weg – Stadtgrenze – (K 6 im Rhein-Kreis Neuss) |
| K 7  | L 475 – Am Flohbusch – Heyenbaumstraße – Zwingenbergstraße – – jetzt unterbrochen – Zwingenbergstraße – K 34 – Werner-Voß-Straße – Verberger Straße – Am Badezentrum – Schützenhofstraße – Uerdinger Straße – Glindholzstraße – |
| K 9  | L 443 – Düsseldorfer Straße – Fegeteschstraße – Heidbergsweg – An der Römerschanze – Stratumer Straße – Stadtgrenze – (K 9 im Rhein-Kreis Neuss)                                                                                |
| K 11 | (K 11 im Kreis Viersen) – Stadtgrenze – Widdersche Straße – Benrader Straße – – Siempelkampstraße – Flünnertzdyk – L 475 – L 9                                                                                                  |
| K 14 | (K 14 im Kreis Viersen) – Stadtgrenze – Sankt-Huberter Landstraße – |

## Quelle
- Landesvermessungsamt Nordrhein-Westfalen, Kreiskarte Nr. 34: Kreis Viersen, Stadt Krefeld